# Boum (Enid Blyton)
Pour les articles homonymes, voir Boum.
Boum (titre original : Bom) est une suite romanesque britannique d'Enid Blyton, publiée entre 1956 et 1961 puis en France à partir de 1971. Elle raconte l'histoire d'un petit tambour (au sens de « joueur de tambour ») nommé Boum.